# 김민순
김민순(金敏淳, 1802년 9월 6일 ~ 1842년 5월 10일)은 조선의 문신이자, 시인이다. 자는 신여(愼汝). 호는 매옹(梅翁), 매월송풍(梅月松風), 본관은 안동이다.
벼슬은 현감(縣監)에 이르렀다. 다양한 작품성향을 지닌 다작의 작가였다. 그러나 작품 대부분은 유실되었고, 현재 전하는 것으로는 《청구영언(靑丘永言)》에 수록된 사설시조(辭說時調) 3수와 기타 42수의 시조 등이 있다.

## 가족 관계
- 고조부 : 김성구(金盛九)
  - 증조부 : 김시태(金時泰)
    - 할아버지 : 김관행(金觀行)
      - 아버지 : 김이형(金履炯)
        - 부인 : 홍문섭(洪文燮)의 딸
          - 아들 : 김항근(金恒根)
            - 손자 : 김병은(金炳殷) - 생부 : 김진근(金晉根)